# Naissus
Naissus fu una città romana, situata lungo il fiume Nišava, nell'attuale Serbia, dove oggi sorge la città di Niš. Fu anche fortezza legionaria al tempo di Augusto.
Fu la città natale dell'imperatore Costantino I.

## Storia
Il nome della città sotto l'impero romano fu Naissus ("città delle ninfe"). 
Niš è una delle ipotesi di individuazione dell'antica Nysa, un luogo mitico nella mitologia greca dove sarebbe cresciuto il giovane dio Dioniso. Naissus fu considerata una città degna di nota nella Geografia di Tolemeo di Alessandria. I Romani occuparono la città nel periodo della guerra dardanica (75-73 a.C.), e la città si sviluppò come crocevia strategico e città mercantile. Per alcuni decenni, a partire da Augusto, fu sede di una fortezza legionaria, e per tutto il I secolo, capitale della nuova provincia di Mesia.
Durante il periodo imperiale furono insediati sotto Settimio Severo alcuni coloni della legio VII Claudia. Nel 268, durante la crisi del III secolo quando l'impero era oramai prossimo al collasso, la più grande invasione Gotica mai vista fino ad allora arrivò fino ai Balcani. Gli alleati marittimi dei Goti, gli Eruli, fornirono una flotta, trasportando vaste armate sotto la costa del mar Nero dove devastarono i territori costieri in Tracia e Macedonia. Altre forze attraversarono il Danubio in Mesia. Un'invasione di Goti nella provincia della Pannonia stava portando al disastro. L'imperatore Gallieno fermò l'avanzata dei Goti sconfiggendoli in battaglia nell'aprile del 268, e quindi, nel settembre dello stesso anno, affrontò il grosso delle forze gotiche a Naissus e le sconfisse in una carneficina, la più sanguinosa battaglia del III secolo che lasciò da 30 000 a 50 000 Goti morti sul campo.
La battaglia fruttò al generale capo di Gallieno, Marco Aurelio Claudio, il suo soprannome "Gothicus", nonostante il comandante della cavalleria Aureliano fosse il vero vincitore. La battaglia di Naissus mise al sicuro l'impero occidentale per altri due secoli.
Quattro anni dopo, nel 272, il figlio del comandante militare Costanzo Cloro e di una umile locandiera, forse proprietaria terriera, chiamata Flavia Giulia Elena nacque a Naissus, destinato a governare come l'imperatore Costantino I. I resti della villa imperiale a Medijana sono un importante sito archeologico vicino a Niš e la basilica cristiana di Niš del IV secolo è uno dei monumenti cristiani più antichi.
Nonostante l'imperatore Giuliano avesse rinforzato le mura, la prosperità di Naissus e la sua posizione strategica sulla via per Costantinopoli la resero un obiettivo di primaria importanza nell'invasione delle province danubiane dell'impero da parte degli Unni di Attila, che la conquistò e distrusse nel 443.
Prisco di Panion racconta che nell'assedio gli Unni si servirono di macchine da guerra sconosciute alle precedenti invasioni barbariche, fra cui alte torri in legno su carrelli mobili, da cui i prodigiosi arcieri di Attila surclassarono facilmente le difese romane e scavalcarono le possenti mura, che fino a quel momento erano state la tecnologia di difesa contro cui si era infranto ogni precedente tentativo di assedio barbaro a città romane. Quando Prisco attraversò la zona nel 448, nel suo cammino verso la corte di Attila, Naissus offriva un orrendo spettacolo:
In seguito Giustiniano I fece del suo meglio per restaurarla, tuttavia Naissus non raggiunse mai più il livello del IV secolo.